# Стефан Дишлиев
Стефан Петров Дишлиев е български учител и революционер, деец на Вътрешната македоно-одринска революционна организация.

## Биография
Дишлиев работи като учител в Свиленград, който тогава е в Османската империя, както и в други населени места в Одринска Тракия. Същевременно се занимава с революционна дейност и влиза във ВМОРО. Заподозрян от властите, той е арестуван и осъден, като лежи в затвора над една година в Одринския затвор. След освобождението си емигрира в Свободна България, където продължава да се занимава с революционна дейност.
На 31 март 1943 година, вдовицата му Горица, 62-годишна, родом от Свиленград и жителка на Бургас, подава молба за българска народна пенсия, която е одобрена и пенсията е отпусната от Министерския съвет на Царство България.